# Centrolene quindianum
Centrolene quindianum är en groddjursart som beskrevs av Pedro M. Ruiz-Carranza och Lynch 1995. Centrolene quindianum ingår i släktet Centrolene och familjen glasgrodor. IUCN kategoriserar arten globalt som sårbar. Inga underarter finns listade i Catalogue of Life.